# Red Rider
Red Rider, posteriormente conocidos como Tom Cochrane & Red Rider, es una banda de rock canadiense popular en los años 1980. Si bien alcanzaron gran éxito en Canadá, el grupo nunca tuvo una canción en el Top 40 estadounidense, aunque «Lunatic Fringe» se hizo conocida en las radios de album-oriented rock. También entraron en las listas del Billboard Hot 100 con «White Hot» y «Young Thing, Wild Dreams (Rock Me)».

## Historia

### Como Red Rider
Red Rider fue formada en Toronto en 1975 cuando Peter Boynton (teclados, sintetizadores, voz), Ken Greer (guitarras, teclados, coros) y Rob Baker (batería) se unieron a Arvo Lepp (guitarra) y Jon Checkowski (bajo) y empezaron a tocar alrededor de Toronto, tocando canciones originales y versiones de otras canciones.
En 1978 su mánager en ese entonces fue contactado por Capitol Records para añadir al cantante/guitarrista/compositor Tom Cochrane al grupo. Cochrane fue invitado a un recital de la banda en London, Ontario para ensayar con ellos. Boynton, Greer y Baker se impresionaron con su forma de tocar y su composición pero Lepp y Checkowski no se mostraron muy entusiasmados y decidieron dejar la banda. Jeff Jones (quien anteriormente tocó con Ocean y estuvo un tiempo en Rush) fue incluido en la posición de bajista, y la formación de Cochrane, Boynton, Greer, Baker y Jones fueron firmados por Capitol para lanzar su primer álbum Don't Fight It en octubre de 1979. Con los sencillos «White Hot» y «Don't Fight It», el álbum rápidamente alcanzó el estatus de oro.
Su segundo álbum, As Far As Siam, fue lanzado en junio de 1981 e incluía el sencillo «Lunatic Fringe». La canción fue incluida en la película Vision Quest, apareció en el capítulo «Smuggler's Blues» de Miami Vice y su video tuvo alta rotación en MTV en los Estados Unidos. Actualmente es un himno en las radios de rock clásico.
Peter Boynton fue reemplazado por el tecladista Steve Sexton en el tercer álbum de Red Rider, Neruda, lanzado en marzo de 1983, y el sencillo «Napoleon Sheds His Skin» pasaría a convertirse en una de las canciones más populares del álbum, mientras que «Human Race» se hizo de buena rotación en las radios estadounidenses, convirtiéndose así en la segunda canción más conocida de la banda después de «Lunatic Fringe». A su vez, la canción «Can't Turn Back» fue usada en el capítulo «Tale of the Goat» de Miami Vice.
Para su siguiente lanzamiento, Breaking Curfew (septiembre de 1984), John Webster (quién tocó en la banda de soft rock canadiense Stonebolt) reemplazó a Sexton en los teclados. El álbum no vendió tan bien como Neruda y una disputa con Bruce Allen, el mánager de la banda, sobre el futuro y la dirección de esto resultó en la salida de Red Rider del campo de Bruce Allen, y en un cambio de miembros, ya que Jeff Jones y Rob Baker se retiraron. El álbum contenía el mayor sencillo de la banda «Young Thing, Wild Dreams (Rock Me)», el cual alcanzó el puesto 71 en el Billboard Hot 100.

### Como Tom Cochrane & Red Rider
En lo que se convirtió en una crucial decisión para el futuro de la banda, oficialmente pasaron a llamarse Tom Cochrane & Red Rider. La alineación consistía de Cochrane, Greer y Webster con Ken «Spider» Sinnaeve en el bajo. Para el primer álbum bajo este nuevo nombre (y el quinto de toda su carrera), la banda lanzó el LP homónimo Tom Cochrane & Red Rider en mayo de 1986. El baterista de sesión Graham Board (Go West y la banda de Roger Waters) se encargó de la percusión en el álbum, que fue grabado en los Estudios Rockfield en Gales, y en los Estudios Metalworks en Mississauga, Ontario en los primeros meses de 1985, y fue producido por Patrick Moran. Tras el lanzamiento del álbum, Randall Coryell fue incluido en la alineación principal durante las fechas en vivo, así como también lo fue el guitarrista Peter Mueller; Esta alineación de seis hombres duraría hasta inicios de 1990.
En 1987 Capitol lanzó un CD recopilatorio titulado Over 60 Minutes with Red Rider, el cual repasaba los primeros cuatro álbumes de la banda. También en 1987, la banda, que había sido nominada once veces a los Premios Juno, finalmente fue ganadora de uno por Grupo del Año.
En otoño de 1988, la banda lanzó su sexto álbum, Victory Day, el cual contenía la pista «Big League», que trataba sobre la muerte de un joven jugador de hockey. El padre del joven en cuestión se acercó a Cochrane en el día de un concierto, mencionándole que su hijo era un gran fanático de la canción «Boy Inside the Man» de Red Rider. Cochrane le preguntó si su hijo iba a estar en el concierto esa noche, a lo que el hombre le contestó que su hijo había fallecido recientemente en un accidente automovilístico. Cochrane escribió la canción como tributo, y se convirtió en un gran éxito en Canadá alcanzando el #4, y entró al Top 10 en los Estados Unidos.
El último álbum de Red Rider, The Symphony Sessions, el cual fue grabado el 17 y 18 de marzo de 1989 y lanzado en diciembre de ese mismo año, incluía a la banda tocando junto a la Orchestra Sinfónica de Edmonton, de la misma forma que la banda Procol Harum había hecho diecisiete años atrás. La banda se disolvió a principios de 1990, poco tiempo después del lanzamiento del álbum. Cochrane se embarcó en una exitosa carrera en solitario, con Webster y Sinnaeve como miembros de su banda.

### Reformación (2002-presente)
Cochrane, Greer y Jones se reunieron como Red Rider en 2002 para tocar en un recital a beneficio de John Garrish, su técnico de guitarra durante los años 1980, quien fue asaltado y apuñalado hasta la muerte en la sección de Yorkville en Toronto. Desde entonces, Tom Cochrane y Red Rider han continuado haciendo giras anualmente, con Cochrane, Greer y Jones siendo los miembros importantes de esta versión revivida del grupo. El tecladista Webster estuvo involucrado durante un tiempo entre 2003-2006; los miembros actuales Davide Direnzo (batería) y Bill Bell (guitarra) se unieron ambos en 2006, aunque Bell se retiró por varios años (2012-2016) antes de volver a entrar.
El luchador profesional Kurt Angle usó una versión instrumental de «Lunatic Fringe» como su música de entrada en la TNA. El luchador de la UFC Dan «Hendo» Henderson también usa «Lunatic Fringe» como su tema de entrada.

## Miembros
Miembros actuales
- Ken Greer - guitarras, teclados, coros (1975-1990, 2002-presente)
- Tom Cochrane - voz, guitarra (1978-1990, 2002-presente)
- Jeff Jones - bajo, coros (1978-1985, 2002-presente)
- Davide Direnzo - batería (2006-presente)
- Bill Bell - guitarra (2006-2011, 2017-presente)
- Nick Gay - sonidista (2016-presente)

Miembros anteriores
- Rob Baker - batería (1975-1985)
- Peter Boynton - teclados, sintetizadores, voz (1975-1983)
- Jon Checkowski - bajo (1975-1978)
- Arvo Lepp - guitarra (1975-1978)
- Steve Sexton - teclados, sintetizadores (1983-1984)
- John Webster - teclados, sintetizadores (1984-1989, 2003-2006)
- Ken "Spider" Sinnaeve - bajo (1985-1990)
- Randall Coryell - batería (1986-1990)
- Peter Mueller - guitarra (1988-1989)
- Jamie Oakes - guitarra (2002-2006)
- Randall "Mongo" Stoll - batería (1998-2019)
- Troy Feener - batería (2002-2006; 2009 - reemplazo de Direnzo)
- Gary Craig - batería (2007 y 2009 - reemplazo de Direnzo)

## Discografía

### Álbumes de estudio
Como Red Rider
- Don't Fight It (1979)
- As Far As Siam (1981)
- Neruda (1983)
- Breaking Curfew (1984)

Como Tom Cochrane & Red Rider
- Tom Cochrane and Red Rider (1986)
- Victoy Day (1988)
- The Symphony Sessions (1989)

### Álbumes recopilatorios
- Over 60 Minutes with Red Rider (1987)
- Ashes to Diamonds (1993)
- Trapeze: The Collection (2002)

### Sencillos
- 1980 - «White Hot», «Don't Fight It»
- 1981 - «What Have You Got to Do», «Lunatic Fringe»
- 1983 - «Human Race», «Power (Strength in Numbers)», «Crack the Sky (Breakaway)»
- 1984 - «Young Thing, Wild Dreams (Rock Me)», «Breaking Curfew»
- 1986 - «Boy Inside the Man», «The Untouchable One»
- 1987 - «One More Time (Some Old Habits)», «Ocean Blues (Emotion Blue)»
- 1988 - «Big League»
- 1989 - «Calling America», «Good Times», «Victory Day», «White Hot (Live)»